# Trachinoidei

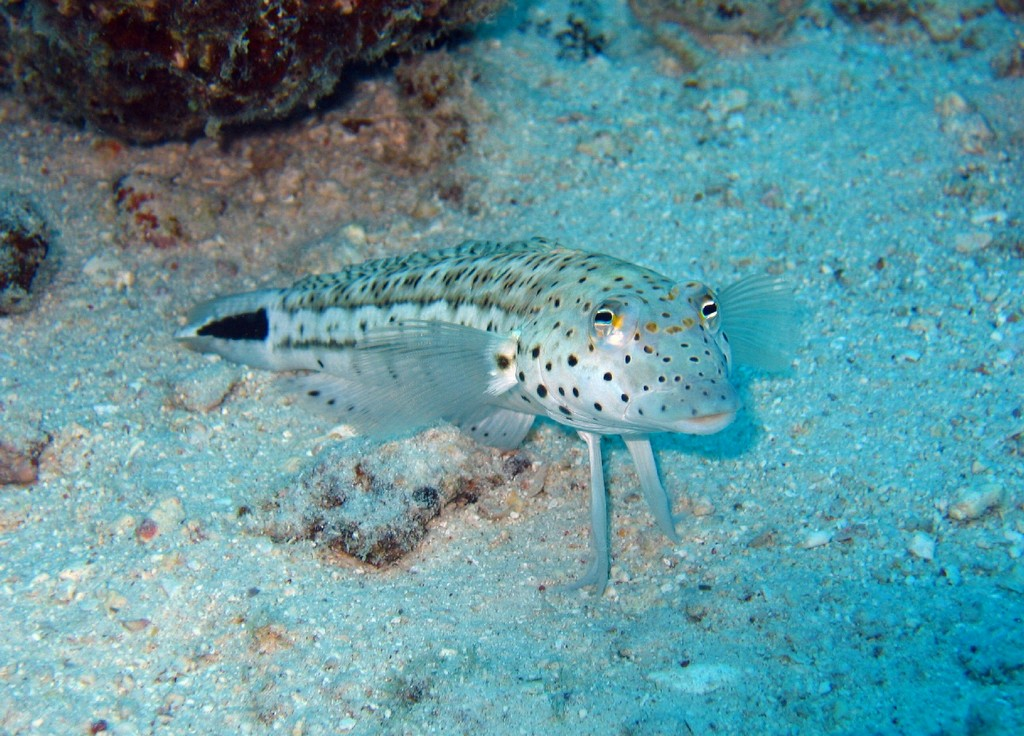
Parapercis hexophtalma

A Trachinoidei a sugarasúszójú halak (Actinopterygii) osztályába és a sügéralakúak (Perciformes) rendjébe tartozó alrend.

## Rendszerezés
Az alrendbe az alábbi 13 család tartozik
- Ammodytidae
- Champsodontidae
- Cheimarrhichthyidae
- Chiasmodontidae
- Creediidae
- Leptoscopidae
- Percophidae
- Pholidichthyidae
- Pinguipedidae
- Trachinidae
- Trichodontidae
- Trichonotidae
- Uranoscopidae